# Anisacanthus quadrifidus
Anisacanthus quadrifidus là một loài thực vật có hoa trong họ Ô rô. Loài này được (Vahl) Nees mô tả khoa học đầu tiên năm 1842.

## Hình ảnh

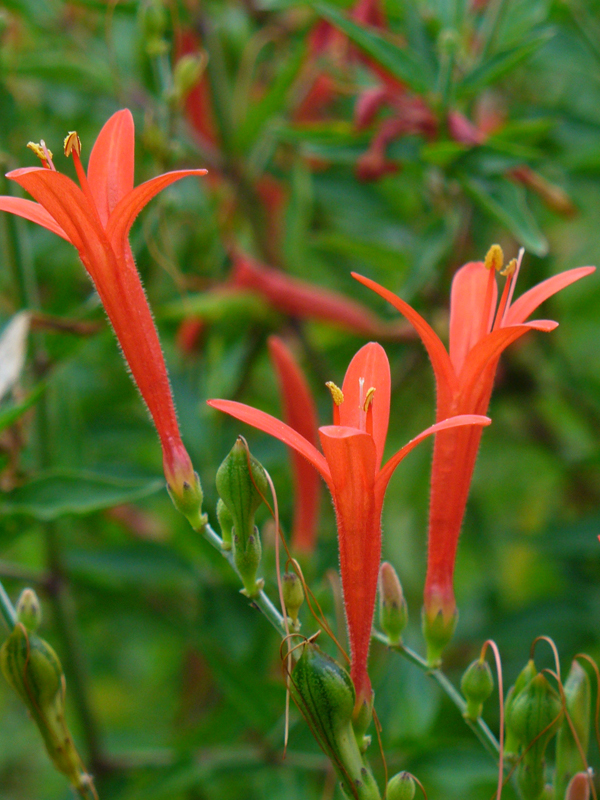